# Prix Bancarella
Le prix Bancarella est un prix littéraire créé en 1953 et délivré à Pontremoli en Toscane, chaque année, le deuxième samedi ou dimanche de juillet. 
Une première sélection a lieu pour nommer 6 finalistes. Le prix Bancarella est ensuite choisi parmi ceux-ci, le dernier soir. 
Depuis 1978, le président du prix est le professeur Giuseppe Benelli.

## Les lauréats
- 1953 - Ernest Hemingway, Le Vieil Homme et la Mer
- 1954 - Giovanni Guareschi, Don Camillo et Peppone
- 1955 - Hervé Le Boterf, Le Défroqué
- 1956 - Han Suyin, Multiple splendeur
- 1957 - Werner Keller, La Bible arrachée aux sables
- 1958 - Boris Pasternak, Le Docteur Jivago
- 1959 - Heinrich Gerlach, L’Armée trahie
- 1960 - Bonaventura Tecchi, Les Égoïstes
- 1961 - André Schwarz-Bart, Le Dernier des Justes
- 1962 - Cornelius Ryan, Le Jour le plus long
- 1963 - Paolo Caccia Dominioni, El Alamein
- 1964 - Giulio Bedeschi, Cent mille gamelles de glace
- 1965 - Luigi Preti, Giovinezza, giovinezza
- 1966 - Vincenzo Pappalettera, Tu passerai per il camino
- 1967 - Indro Montanelli, Roberto Gervaso, L'Italie des communes, le Moyen Âge de l'an 1000 à 1250
- 1968 - Isaac Bashevis Singer, La Famille Moskat
- 1969 - Peter Colosimo, Non è terrestre
- 1970 - Oriana Fallaci, La Vie, la guerre et puis rien
- 1971 - Enzo Biagi, Testimone del tempo
- 1972 - Alberto Bevilacqua, Le Voyage mystérieux
- 1973 - Roberto Gervaso, Cagliostro
- 1974 - Giuseppe Berto, Oh! Serafina
- 1975 - Susanna Agnelli, Nous portions des costumes marins
- 1976 - Carlo Cassola, L’Antagoniste
- 1977 - Giorgio Saviane, Eutanasia di un amore
- 1978 - Alex Haley, Racines
- 1979 - Massimo Grillandi, La contessa di Castiglione
- 1980 - Maurice Denuzière, Louisiane
- 1981 - Sergio Zavoli, Socialista di Dio
- 1982 - Gary Jennings, Azteca
- 1983 - Renato Barneschi, Vita e morte di Mafalda di Savoia a Buchenwald
- 1984 - Luciano De Crescenzo, Les Grands Philosophes de la Grèce antique : les présocratiques, de Socrate à Plotin
- 1985 - Giulio Andreotti, Visti da vicino III
- 1986 - Pasquale Festa Campanile, La Strega
- 1987 - Enzo Biagi, Il boss è solo
- 1988 - Cesare Marchi, Grandi peccatori Grandi cattedrali
- 1989 - Umberto Eco, Le Pendule de Foucault
- 1990 - Vittorio Sgarbi, Davanti all'immagine
- 1991 - Antonio Spinosa, Vittorio Emanuele III. L'astuzia di un re
- 1992 - Alberto Bevilacqua, I sensi incantati
- 1993 - Carmen Covito, Tout pour plaire
- 1994 - John Grisham, Le Client
- 1995 - Jostein Gaarder, Le Monde de Sophie
- 1996 - Stefano Zecchi, Sensualità
- 1997 - Giampaolo Pansa, I nostri giorni proibiti
- 1998 - Paco Ignacio Taibo II, Ernesto Guevara, connu aussi comme le Che
- 1999 - Ken Follett, Apocalypse sur commande
- 2000 - Michael Connelly, L’Envol des anges
- 2001 - Andrea Camilleri, La gita a Tindari
- 2002 - Federico Audisio di Somma, L'uomo che curava con i fiori
- 2003 - Alessandra Appiano, Il suffirait de presque rien
- 2004 - Bruno Vespa, Il cavaliere e il professore
- 2005 - Gianrico Carofiglio, Le Passé est une terre étrangère
- 2006 - Andrea Vitali, La figlia del podestà
- 2007 - Frank Schätzing, La Mort et le Diable
- 2008 - Valerio Massimo Manfredi, L’Armée perdue
- 2009 - Donato Carrisi, Le Chuchoteur
- 2010 - Elizabeth Strout, Olive Kitteridge
- 2011 - Mauro Corona, La fine del mondo storto
- 2012 - Marcello Simoni, Le Marchand de livres maudits
- 2013 - Anna Premoli, Je déteste tellement t’aimer !
- 2014 - Michela Marzano, Tout ce que je sais de l’amour
- 2015 - Sara Rattaro, Niente è come te (Garzanti)
- 2016 - Margherita Oggero, La Ragazza di fronte (Mondadori)
- 2017 - Matteo Strukul, I Medici. Una dinastia al potere (Newton Compton)
- 2018 - Dolores Redondo, Tutto questo ti darò (Dea Planeta)
- 2019 - Alessia Gazzola, Il ladro gentiluomo (Longanesi)
- 2020 - Angela Marsons (en), Le verità sepolte (Newton Compton)
- 2021 - Ema Stokholma, Per il mio bene (HarperCollins)
- 2022 - Stefania Auci, L'inverno dei leoni (Nord)
- 2024 - Aurora Tamigio , Il cognome delle donne (Feltrinelli)